# Толчинский, Анатолий Абрамович
Анатолий Абрамович Толчинский (1885—1941) — советский учёный-психолог, профессор, специалист в области психологии труда.

## Биография
Родился в 1885 году.
Учился, но не окончил, в Московском университете, затем окончил Парижский университет в 1913 году и Институт марксизма-ленинизма в 1935 году.
В молодые годы был левым социалистом. После Февральской революции работал в исполкоме Совета рабочих и крестьянских депутатов Петроградского гарнизона. В мае 1917 года Толчинский был на короткое время мобилизован в Русскую императорскую армию. После Октябрьской революции был членом пролеткульта Московской губернии. Некоторое время был сотрудником Народного комиссариата просвещения.
С 1921 года А. А. Толчинский заведовал сенсорной лабораторией Центрального института труда в Москве. В 1920-х годах преподавал, находясь в должности профессора, научную организацию труда в Московском государственном университете и Центральном институте организаторов Наркомпроса. В 1930 году Толчинский выступил одним из создателей Центральной лаборатории по психотехнике и профконсультации при Ленинградском институте экономики, организации и охраны труда (ЛИОиОТ). Одним из первых отечественных психологов он разработал и внедрил систему тренировок для развития профессионально-важных качеств (в частности, перцептивных свойств) у работников отделов технического контроля на заводе «Красный треугольник».
В 1939	году степень доктора биологических наук была присвоена Анатолию Толчинскому без защиты.
Анатолий Абрамович Толчинский был автором ряда научных трудов. Документы, относящиеся к его деятельности, находятся в Центральном государственном архиве Санкт-Петербурга и в Государственном архиве Российской Федерации.
Умер в 1941 году в блокадном Ленинграде.